# Hühnerbach (Gennach)

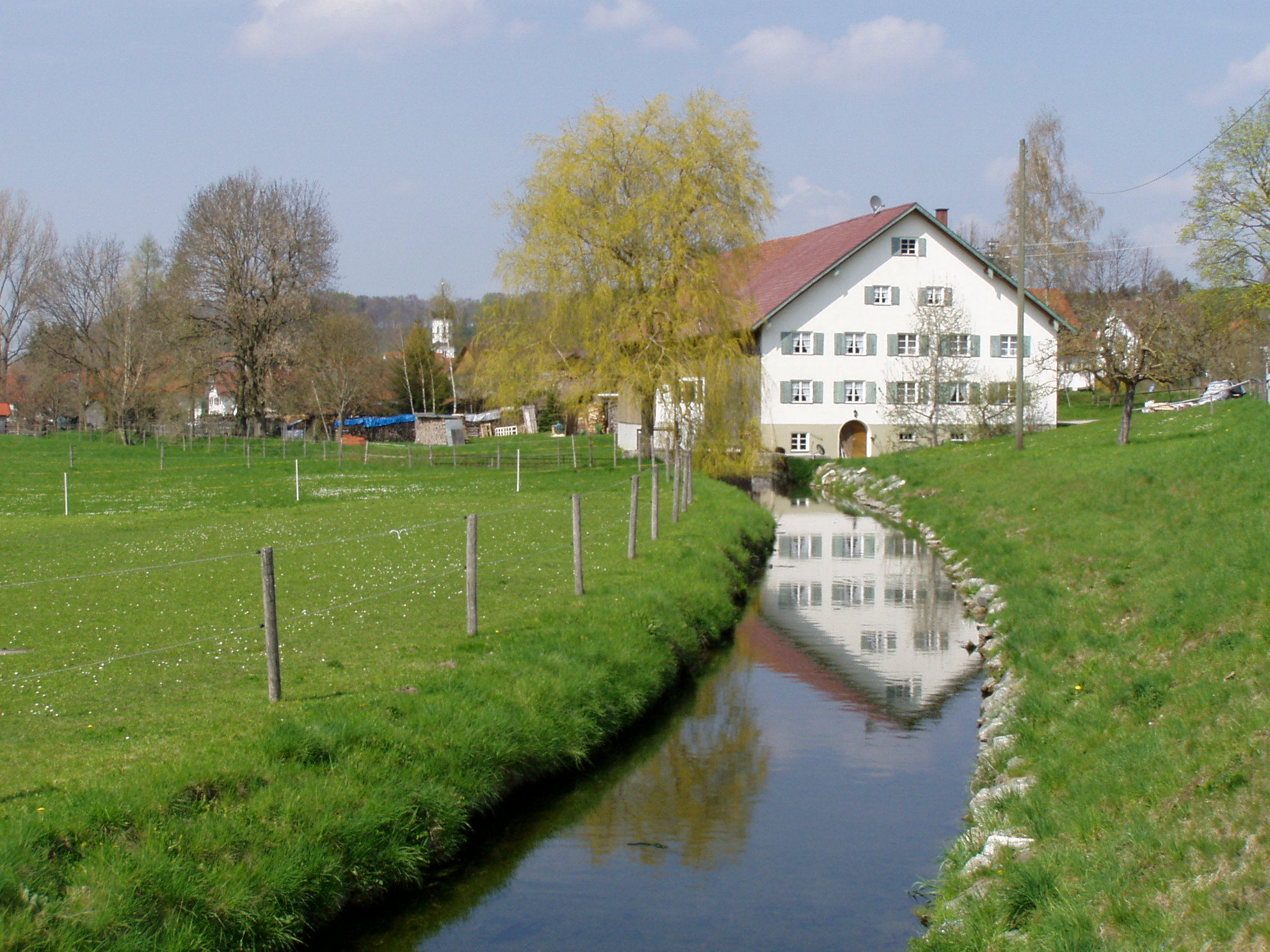
Der Hühnerbach bei Frankenhofen (Kaltental)

Der Hühnerbach ist ein 25 km langer, orographisch rechter Nebenfluss der Gennach in Bayern.

## Name
Der Name des Hühnerbaches ist wahrscheinlich vom Wildhuhn abgeleitet.
Früher wurde er auch Große Gennach genannt, da der Oberlauf der Gennach bis zum Zusammenfluss mit dem Hühnerbach mit nur 23,0 km der kürzere Oberlauf ist.

## Geographie

### Verlauf
Der Hühnerbach entspringt bei der Gemeinde Rettenbach am Auerberg im schwäbischen Landkreis Ostallgäu. Von dort aus verläuft er nördlich in Richtung Bidingen. Er fließt strikt weiter in nördlicher Richtung durch mehrere Gemeinden, bis er schließlich bei dem Jengener Ortsteil Ummenhofen nach 25 Kilometern in die Gennach mündet.

### Zuflüsse
Vom Ursprung zur Mündung. Auswahl.
Längen und Einzugsgebiete nach dem amtlichen Gewässerverzeichnis.
- Krummbach, von links auf 803 m ü. NHN an der Gemeindegrenze von Stötten am Auerberg zu Rettenbach am Auerberg
- Grießbächl, von links auf 800 m ü. NHN kurz vor dem folgenden
- (Bach von der Kappelhöhe), von rechts auf 799 m ü. NHN am Mühlmoos bei Rettenbach, 3,5 km und 3,3 km²
- (Bach vom Wald Grammenschorn), von rechts auf 789 m ü. NHN bei Bidingen-Etzlensberg, 2,9 km und 4,1 km²
- (Bach durch den Dachssee), von links auf 765 m ü. NHN bei Bidingen-Langweid, 2,4 km und 5,0 km²
- (Bach entlang der Kardinalstraße), von rechts auf 676 m ü. NHN am Südrand von Oberostendorf, 2,4 km und 4,3 km²

### Ortschaften und Städte
Von der Quelle bis zur Mündung durchfließt der Hühnerbach folgende Ortschaften oder führt an ihnen vorbei:
- Stötten am Auerberg
- Rettenbach am Auerberg
- Bidingen
- Osterzell
- Kaltental
- Oberostendorf
- Jengen